# Song Shenzong
Song Shenzong (ur. 25 maja 1048, zm. 1 kwietnia 1085), imię osobiste Zhao Xu, szósty cesarz Chin z dynastii Song.

## Życiorys

### Cesarz i reformy Wang Anshi
Był najstarszym synem poprzedniego cesarza, Yingzonga. Objął tron 25 stycznia 1067 roku i panował do 1085. Od momentu koronacji władca chciał wzmocnić armię i przywrócić władzę Songów nad niegdyś utraconymi 16 prefekturami. Nauczyciel cesarski Han Jiang doradził monarsze powierzenie tego zadania cenionemu na dworze Wang Anshi. Shenzong zatrudnił go na początku 1069 roku. Urzędnik ze wsparciem władcy wszczął szeroki program "Nowych Zasad".  
Reformator był autorem m.in. Aktu o Milicji, który miał zaradzić słabości wojsk na pograniczu cesarstwa. Wykorzystaniu rolników jako potencjalnych żołnierzy sprzeciwiało się wielu uczonych, a zastrzeżenia miał także sam Shenzong. Monarcha argumentował: "Regularni żołnierze nadają się wyłącznie do operacji wojskowych, jest to powód, dla którego są przydatni. Mając na względzie żołnierzy z ludu, są oni w połowie żołnierzami, w połowie zaś rolnikami. Czy mogą być oni godni zaufania w czasie walki i obrony?" Reforma milicji nie została sfinalizowana z powodu wypowiedzenia wojny państwu Xixia przez cesarza i braku kontynuacji idei Wang Anshi po śmierci Shenzonga w 1085 roku. W 1074 r., z powodu dużego skonfliktowania Wang Anshi z dworskim środowiskiem, reformator udał się na emeryturę, nalegając na zwolnienie, mimo chęci cesarza, by ten kontynuował swe reformy. Mimo rezygnacji urzędnika Shenzong powołał na rządowe stanowiska proreformatorskich urzędników.

### Wielka wojna przeciwko Xixia
Po rezygnacji Wang Anshi dworska klika zamierzała nakłonić Shenzonga do wypowiedzienia wojny cesarstwu Xixia. Latem 1081 r. siły Songów zaatakowały swego tanguckiego sąsiada. W tym czasie chińska armia liczyła co najmniej 568 000 żołnierzy i 6, 9 mln członków milicji. Nastąpiły nierozwiązywalne problemy z wyżywieniem i transportem sił songowskich. Latem 1082 r. armia straciła już 600 000 żołnierzy oddziałów chińskich i sojuszniczych. Cesarz pojął, iż ta wojna nie może być wygrana, a pod kontrolą Song pozostało jedynie Lanzhou. Tym samym zaprzepaszczona została próba odbudowania granic chińskich z czasów dynastii Tang. 